# Michael Santos
Pour les articles homonymes, voir Santos (homonymie).
Michael Nicolás Santos Rosadilla, né le 13 mars 1993 à Montevideo, est un footballeur international uruguayen. Il évolue au poste d'attaquant au Vélez Sarsfield.

## Biographie

### En club
Michael Santos rejoint le club du Málaga CF lors de l'été 2016, pour une indemnité de quatre millions d'euros.
Le 14 septembre 2020, Santos revient en prêt au CD Leganés pour une saison.

### En sélection
Il honore sa première sélection internationale le 8 septembre 2015 lors d'un match amical contre le Costa Rica.

## Statistiques
| Saison                | Club                  | Championnat           | Championnat | Championnat | Coupe(s) nationale(s) | Coupe(s) nationale(s) | Compétition(s) continentale(s) | Compétition(s) continentale(s) | Compétition(s) continentale(s) | Uruguay | Uruguay | Total | Total |
| Saison                | Club                  | Division              | M.          | B.          | M.                    | B.                    | Comp.                          | M.                             | B.                             | M.      | B.      | M.    | B.    |
| 2010-2011             | River Plate           | Primera División      | 1           | 0           | 0                     | 0                     | -                              | -                              | -                              | -       | -       | 1     | 0     |
| 2011-2012             | River Plate           | Primera División      | 8           | 1           | 0                     | 0                     | -                              | -                              | -                              | -       | -       | 8     | 1     |
| 2012-2013             | River Plate           | Primera División      | 8           | 1           | 0                     | 0                     | CS                             | 4                              | 2                              | -       | -       | 12    | 3     |
| 2013-2014             | River Plate           | Primera División      | 22          | 7           | 0                     | 0                     | CS                             | 3                              | 3                              | -       | -       | 25    | 10    |
| 2014-2015             | River Plate           | Primera División      | 29          | 21          | 0                     | 0                     | -                              | -                              | -                              | -       | -       | 29    | 21    |
| 2015-2016             | River Plate           | Primera División      | 23          | 11          | 0                     | 0                     | CL                             | 7                              | 4                              | 2       | 0       | 32    | 15    |
| Sous-total            | Sous-total            | Sous-total            | 91          | 41          | 0                     | 0                     | -                              | 14                             | 9                              | 2       | 0       | 107   | 50    |
| 2016-2017             | Málaga CF             | La Liga               | 0           | 0           | -                     | -                     | -                              | -                              | -                              | -       | -       | 0     | 0     |
| Sous-total            | Sous-total            | Sous-total            | 0           | 0           | -                     | -                     | -                              | -                              | -                              | -       | -       | 0     | 0     |
| Total sur la carrière | Total sur la carrière | Total sur la carrière | 91          | 41          | 0                     | 0                     | -                              | 14                             | 9                              | 2       | 0       | 107   | 50    |

## Palmarès
Il remporte les Jeux panaméricains en 2015 avec l'équipe d'Uruguay olympique. Il fait également partie de l'équipe-type de la compétition.